# Джевдет-заде, Хикмет
Хикме́т Джевде́тович Джевде́т-заде́ (тур. Hikmet Cevdet-zade; 1893 г., Стамбул, Османская империя — 17 апреля 1945 г., Канск, СССР) — видный советский тюрколог, лингвист, литературовед, доцент и профессор. Жертва сталинских репрессий.

## Биография
Хикмет Джевдет-заде начал учебу в Стамбульском общеобразовательном училище в 1899 году, которое окончил в 1909 году, затем учился в гимназии с 1904 по 1910 годы.  В 1913 году закончил Стамбульский педагогический институт. В 1918 году он приехал в город Батум, где в 1924 году открыл турецкую школу.
Хикмет был женат на Найме Сулеймановне Какабадзе, которая также занималась преподавательской деятельностью в Батуми.
В 1926 году по направлению Народного комиссариата просвещения Аджарии, будучи студентом, Хикмет в конце 1920-х годов преподавал турецкий язык в ЛВИ.
Принял участие в работе Первого Всесоюзного тюркологического съезда, в качестве делегата из Грузии.
В 1930-е годы доцент, затем профессор ЛВИ, преподавал также в ЛИФЛИ (до 1934); в 1931-34 годы в Военно-морской академии.
Учился в ЛИЖВЯ/ЛВИ. С ноября 1933 года научный сотрудник Института востоковедения Академии наук СССР.

### Арест и гибель
Арестован 11 сентября 1937 года. Осуждён 10 ноября 1939 года. Умер в лагере для заключённых в городе Канске, 17 апреля 1945 года. Реабилитирован в 1957 году (посмертно).

## Научные достижения
В истории составления учебных пособий по турецкому языку и преподавания турецкого языка Хикмет Джевдет-заде занимает видное место.
Талантливый педагог, питомец Стамбульской учительской семинарии, доцент Ленинградского восточного института (с 1926 по 1937 г.) и Ленинградского университета (с 1933 по 1937 г.).
Хикмет Джевдет-заде, автор книг «Говорите по-турецки: Разговорник» (Л., 1927), «Турецкой хрестоматии (со словарём)» (Л., 1931), «Грамматики современного турецкого языка» (Л., 1934; в соавторстве с А. Н. Кононовым) и ряда учебных пособий, изданных стеклографическим способом Ленинградским восточным институтом в соавторстве с X. М. Цовикяном, С. С. Джикия и А. Н. Кононовым.
Грамматика современного турецкого языка, написанная Х. Джевдет-заде совместно с А. Н. Кононовым, представляет собой первый учебник турецкого языка на основе латинизированной графики, изданный после реформы алфавита в Турции. 

Учебные цели диктовали и построение книги: систематизированное изложение строя турецкого языка содержащих элементы самостоятельного теоретического освещение вопросов турецкой грамматики.
Джевдет-заде Хикмет известен главным образом как лингвист.
По планам Института востоковедения он должен был заниматься и историей турецкой литературы XIX—XX веков. Им была также составлена «Турецкая общественно-политическая хрестоматия» (ЛВИ, 1935, стеклогр. изд.).

## Сочинения
- Джевдет-заде Х. Говорите по-турецки: Разговорник. — Л., 1927;
- Джевдет-заде Х. Хрестоматия турецкого языка. — Л., 1931; 396 стр.;
- Джевдет-заде Х. Грамматика современного турецкого языка: (Фонетика, морфология и синтаксис). (совместно с А. Н. Кононовым). — Л., 1934;
- Джевдет-заде Х. Турецкая хрестоматия для III и IV курсов, (совместно с А. Н. Кононовым, С. С. Джикия, X . М. Цовикяном). — Л., 1935;